# Graham Hancock

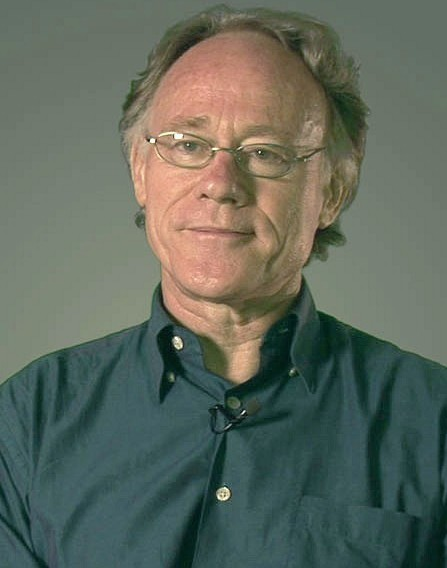
Graham Hancock

Graham Hancock (* 2. August 1950 in Edinburgh, Schottland) ist ein britischer Schriftsteller, Journalist  und Pseudoarchäologe.
Hancocks hauptsächliche Interessengebiete sind historische Mysterien, Legenden, steinerne Monumente, Megalithkulturen, historische Mythologie und astronomische und astrologische Zeichen aus der Vergangenheit. Eines der beherrschenden Themen mehrerer seiner Bücher ist der von ihm vermutete globale Zusammenhang aller historischen Kulturen mit einer untergegangenen Hochkultur, die, infolge einer Art von kollektiver Amnesie, in der historischen Überlieferung keine Erwähnung mehr findet.
Seine bisherigen Bücher wurden weltweit über fünf Millionen Mal verkauft und in 27 Sprachen übersetzt. Allerdings werden seine unkonventionellen Methoden und die von ihm gezogenen Schlussfolgerungen in der wissenschaftlichen Diskussion nicht befürwortet, und er wird häufig als Pseudoarchäologe kritisiert. Er könne keinerlei wissenschaftliche Publikationen vorweisen und seine Behauptungen nicht durch „außergewöhnliche Beweise, empirische Daten, die getestet und überprüft werden können“, belegen.
Hancock, der selbst einräumt, keine archäologische Ausbildung zu haben, sieht seine Arbeit nach eigener Aussage als ein Gegengewicht zur „nicht hinterfragten“ Akzeptanz und Unterstützung konventioneller Anschauungen des Bildungssystems, der Medien und der Gesellschaft im Allgemeinen.
In Hancocks Veröffentlichungen spiegeln sich die Vorstellungen des Diffusionismus wider, wonach sich die Entwicklung der Menschheitsgeschichte über kulturelle Verbreitung von Erfindungen und Entdeckungen vollzieht. Dies steht im Gegensatz zur Mehrheit in der Archäologie, der zufolge Kulturfortschritte durch Evolution, Memetik und Kontaktinnovation zu erklären sind.

## Leben
Graham Hancock wurde als Sohn von Donald und Muriel Hancock geboren. Seine Kindheit verbrachte er in Indien, wo sein Vater als Chirurg tätig war. Später besuchte er die Schule in Durham in Nordengland und nahm das Studium der Soziologie an der University of Durham auf, das er 1973 abschloss.
Danach begann er eine Karriere als Journalist und schrieb für mehrere namhafte britische Zeitungen wie The Times, The Sunday Times, The Independent und The Guardian. Außerdem war er von 1976 bis 1979 Mitherausgeber des New Internationalist magazine und von 1981 bis 1983 Ostafrika-Korrespondent für die britische Wochenzeitschrift The Economist. In den 1980er Jahren begann er Bücher zu schreiben. Sein erstes Buch war Reise durch Pakistan (Originaltitel Journey through Pakistan).
Er ist verheiratet mit der Fotografin Santha Faiia, mit welcher er das Buch Spiegel des Himmels (Originaltitel Heaven’s mirror) herausgegeben hat.
Hancock arbeitet unter anderem zusammen mit dem Ingenieur Robert Bauval, mit dem er drei Bücher herausgegeben hat. Weitere Autoren sind Peter H. Marshall, Javier Sierra, Joseph Schor und Joseph Jahoda. Diese lösten 1996 eine große Kontroverse aus, als sie den Rahmen ihrer in Gizeh genehmigten Arbeiten insgeheim überschritten und den Boden unter der Sphinx untersuchten. Sie behaupteten, eine große, von Menschenhand geschaffene Höhle unter den Vorderpfoten gefunden zu haben, die genau an der Stelle lag, die das Medium Edgar Cayce angegeben hatte (siehe Halle der Aufzeichnungen).

## Ansichten und Hypothesen

### Auslegung der Karte des Piri Reis
Für Graham Hancock beginnt, nach eigenen Worten, sein eigentliches Interesse an der Vorgeschichte der Menschheit mit
der Lektüre von Maps of The Ancient Seakings von Charles Hapgood. Inspiriert von den Arbeiten Hapgoods nimmt Graham Hancock an, dass die Karte des Admirals Piri Reis von 1513, die dem gleichnamigen türkischen Admiral und Freibeuter aus Konstantinopel zugeschrieben wird, die Küstenlinien der Antarktis in eisfreiem Zustand zeige. Laut Charles Hapgood datiert dies auf einen möglichen Zeitraum von 13.000 bis 4000 v. Chr. Eine Begründung besteht in einer von Charles Hapgood beschriebenen Erdkrusten- bzw. Polverschiebung, die für das plötzliche Ende der letzten Eiszeit und mit ihr einhergehenden, weltweiten Überflutungen und plötzlichen Änderungen des Meeresspiegels ab 12.000 v. Chr. verantwortlich gewesen sei. (vergleiche auch Theorien zur Lokalisierung von Atlantis in der Antarktis).
Hancock wie auch Hapgood sehen in der postulierten Abbildung eines eisfreien antarktischen Kontinents auf nicht-neuzeitlichen Karten und insbesondere der Abbildung eisfreier antarktischer Küstenlinien des Königin-Maud-Landes, deren tatsächliche Lage erst in einer norwegisch-schwedisch-britischen seismologischen Expedition von 1949 ermittelt wurde, einen Beleg dafür, dass der Piri-Reis-Karte wesentlich ältere und präzisere Karten einer verschollenen Hochkultur zugrunde lägen.
Weiter führt Hancock an, dass eine präzise Bestimmung von Längengraden zum Zeitpunkt der Entstehung der Karte noch nicht möglich war, was korrekt ist. Hancock schreibt:

„The Piri Reis Map of 1513, for example, places South America and Africa in the correct relative longitudes, theoretically an impossible feat for the science of the time. But Piri Reis was candid in admitting that his map was based on far earlier sources. Could it have been from one of these sources that he derived his accurate longitudes?“

„Die Karte des Piri Reis von 1513 zeigt beispielsweise Südamerika und Afrika mit korrekten relativen Längenangaben, was für die Wissenschaft der damaligen Zeit eine theoretische Unmöglichkeit ist. Doch Piri Reis gab offen zu, ältere Quellen benutzt zu haben. Könnte es sein, dass er aus einer dieser älteren Quellen seine genauen Längenangaben bezogen hat?“

Ganz ähnlich schreibt auch schon Hapgood.
Allerdings wurden die Küstenlinien wohlbekannter Gewässer, wie etwa des Mittelmeers, schon im 16. Jahrhundert im Großen und Ganzen korrekt wiedergegeben, auch ohne präzise Längenbestimmung. So auch die Küstenlinien von Westafrika und Spanien auf der Piri-Reis-Karte. Die Küstenlinien Amerikas dagegen sind stark verzerrt oder schlicht fehlerhaft dargestellt. Insofern kann hier von einer genauen, über die Möglichkeiten der Zeit hinausgehende Darstellung, keine Rede sein. Näherliegende Interpretationen auf Grundlage der zur Entstehungszeit verfügbaren Informationen berücksichtigen die möglichen politischen Motivationen, die damalig gängige Fehlidentifikation von Amerikas Ostküste mit Asien sowie die griechisch-mystisch motivierte Annahme einer Terra Australis Ingocnita um die „Balance der Erde“ in Anbetracht der Erdmassen auf der Nordhalbkugel ad-hoc zu gewährleisten.

### Eine verschollene eiszeitliche Hochkultur
In seinen Büchern über die Vor- und Frühgeschichte der Menschheit greift Hancock Vorstellungen von Robert Bauval, Robert Schoch, John Anthony West und Charles Hapgood auf, die sich ihrerseits kritisch mit den offiziellen archäologischen und geologischen Datierungen und der mit ihnen verbundenen Geschichtsschreibung auseinandersetzen, sowie René Adolphe Schwaller de Lubicz, der ausführliche Publikationen zur Deutung der Sacred geometry, der sogenannten „heiligen Geometrie“ ägyptischer Bauwerke publizierte. Da die aktuellen wissenschaftlichen Datierungsmethoden das tatsächliche Alter nur für organische Materialien, z. B. über die Radiokarbonmethode ermöglichen, können sie nicht als alleiniges Beurteilungskriterium bei einer Altersbestimmung von z. B. megalithischen Bauten aus Stein dienen.
Prägend für Hancocks Deutung von antiken Mythen als Spiegelung astronomischer Himmelsbeobachtungen ist das philosophische Werk Hamlet's Mill („Die Mühle des Hamlet“) von Hertha von Dechend und Giorgio de Santillana, die die Mythologie als Träger antiken Wissens, speziell der Astronomie herausarbeiten. Hancock vermeidet bewusst eine Überlagerung seiner Arbeiten mit den zahlreichen Deutungen von Atlantis als Träger der ersten Hochkultur der Menschheit, da seiner Meinung nach ein Dialog mit den meisten Wissenschaftlern so auf Ablehnung stoßen muss. Überreste dieser Zivilisationen vermutet Hancock unter Wasser, in den Küstenbereichen, die zur Zeit des eiszeitlichen Tiefststandes des Meeresspiegels noch nicht überflutet waren. Er unterzog sich einer Tauchausbildung, um die unterseeischen Monumente, die er in Underworld beschreibt, selbst untersuchen zu können und erwartet, neben den bekannten Plätzen versunkener Städte z. B. Pharos im Mittelmeer, Yonaguni in Japan oder Poompuhar in Indien, noch weitere Fundstellen, z. B. im Persischen Golf.
Aus Sicht von Archäologen fehlen Belege, die Hancocks Theorie einer fortgeschrittenen, globalen Eiszeitzivilisation stützen.

### Die ägyptischen Monumente als zeitlicher Schlüssel
Im alten Ägypten sieht Hancock einen zeitlichen Schlüssel zum Verständnis der Altersdatierungen. Die von Robert Bauval untersuchte Orientierung der großen Gizeh-Pyramiden nach den Gürtelsternen des Orion ergebe für das Baujahr der Pyramiden um 2500 v. Chr. keine sinnvolle Übereinstimmung. Eine Deckung der Sterne erreiche man allerdings bei Zurückrechnung mittels der Präzession im Jahr 10.500 v. Chr. Dieses Zeitalter liegt im Bereich der eiszeitlichen Schmelzen der Würm-Kaltzeit, der letzten Epoche größerer globaler Vergletscherungen, die um 10.000 v. Chr. beendet war. Die von John Anthony West und Robert Schoch untersuchten Erosionsspuren an der Sphinx von Gizeh, die auf Wassererosionen zurückzuführen sind und an keinem anderen Bauwerk des Gizeh-Plateaus auftreten, führen nach Hancocks Schluss zurück in die mythische Zeit des Anfangs, Zep Tepi, die sogenannte „erste Zeit“ Ägyptens. Hancock bestreitet die Datierung für den Pyramidenbau in der Mitte des zweiten Jahrtausends nicht, hält die Sphinx und die sie umgebenden megalithischen Tempel wegen der Erosion aber für älter, weil die starken Wassererosionen nur in einer Zeit starker Niederschläge in der Nordsahara erklärbar sind, die zu dieser Zeit bereits seit einigen tausend Jahren ein Wüstenklima aufwies. Um 10.500 v. Chr. befanden sich die – direkt nach Osten ausgerichtete – Sphinx zur Sommersonnenwende in Opposition zum Sternbild des Löwen und die Position der Orionsterne mit den Pyramiden sowie der Milchstraße mit dem Nil in Übereinstimmung und bildeten eine exakte Spiegelung der astronomischen Konstellation. Die Sphinx als präzessionales Symbol für das Präzessionszeitalter des Löwen wurde demnach mit den Pyramidenbauten der dynastischen Zeit Ägyptens so ergänzt, dass die mythologische „Zeit des Anfangs“ architektonisch dargestellt wurde.

### Eine weltweite Religion von astralen Gottheiten
Hancock vermutet, dass diese erste Hochkultur eine nautisch und kartographisch sehr weit entwickelte Seefahrernation war, die ihre Spuren in der ganzen Welt hinterlassen hat und die z. B. in Form des Osiris- oder des Phoenix-Mythos bzw. Abwandlungen davon ein bleibender Teil vieler mythologischer Überlieferungen geworden sind.
Die große Verbreitung von Pyramiden oder anderer religiöser Bauwerke, die in jeder Kultur astrale Bezüge haben und auf den gleichen geometrischen Grundlagen der Ausrichtung an astronomischen Konstellationen beruhen, die immer wiederkehrend mit Sternbildern wie Orion und Drache sowie den Plejaden oder Sirius verbunden werden, oder exakten Justierungen nach Himmelsrichtungen und der durchgängigen Kenntnis der Präzession bei all diesen Kulturen, belegen nach Hancock einen einheitlichen Ursprung. Ein Zusammenhang besteht für ihn auch bei zeitlich nicht zusammenhängenden Kulturen und eine Verbindung besteht so auch zwischen den frühen ägyptischen und mesopotamischen Kulturen der Vorgeschichte und der Khmer-Kultur von Angkor, den indianischen Kulturen der neuen Welt oder des nordischen Kulturkreises, die erst Jahrtausende später auftraten, aber wichtige Übereinstimmungen zeigen.
Die geographische Ausbreitung ähnelt dem von William James Perry und Grafton Elliot Smith beschriebenen Verbreitungsmuster des heliozentrischen Diffusionismus, allerdings liegt für Hancock der Ausgangspunkt nicht in Ägypten, sondern die ägyptische Kultur ist nur eine Durchgangsstation eines deutlich größeren, zeitlichen Kontextes.

## Kritik
1999 beschäftigten sich zwei Folgen der BBC-Serie Horizon mit Hancock. Sie zeigten, dass sich nach dem Stand der archäologischen Forschung die frühen Hochkulturen, anders als er annimmt, langsam und unabhängig voneinander entwickelten; es gibt demnach keine gemeinsame Quelle der Zivilisation auf der Erde. Sie zeigten außerdem, dass Hancocks Berechnungen, wonach die Pyramiden den Nachthimmel des Jahrs 10.500 v. Chr. darstellten, mit gleicher Berechtigung auf die Skyline Manhattans am Ende des 20. Jahrhunderts zutreffen. Nach Ansicht des Journalisten David Aaronovitch wurden Hancocks Thesen durch diese beiden Sendungen „komplett zerstört“.
„Jeder Archäologe, den ich kenne, wäre begeistert, eine bisher unbekannte Kultur der Eiszeit zu entdecken“, so der US-amerikanische Archäologe Carl Feagans. „Aber eine so außergewöhnliche Behauptung erfordert außergewöhnliche Beweise, empirische Daten, die getestet und überprüft werden können.“ Diese bleibe Hancock schuldig.

## Publikationen

### Bücher

#### Als Autor
- mit Mohamed Amin und Duncan Willetts: Journey through Pakistan. Bodley Head, London 1982, ISBN 0-370-30489-6.
  - Deutsche Ausgabe: Reise durch Pakistan. Übersetzt von Helge Mücke, Landbuch, Hannover 1990, ISBN 3-7842-0429-5.
- Ethiopia: The Challenge of Hunger. V. Gollancz, London 1985, ISBN 0-575-03680-X.
- mit Enver Carim: AIDS: The Deadly Epidemic. V. Gollancz, London 1986, ISBN 0-575-03837-3.
- Lords of Poverty: The Power, Prestige, and Corruption of the International Aid Business. Atlantic Monthly Press, Boston 1989, ISBN 0-87113-253-2.
  - Deutsche Ausgabe: Händler der Armut – wohin verschwinden unsere Entwicklungsmilliarden? Übersetzt von Reiner Pfleiderer, Droemer Knaur, München 1989.
- mit Carol Beckwith und Angela Fisher: African ark. Peoples of the Horn. Collins-Harvill, London 1990, ISBN 0-00-272780-3.
  - Deutsche Ausgabe: Unbekanntes Afrika. Völker und Kulturen zwischen Hochland, Wüste und Ozean am Horn von Afrika. Übersetzt von Gabriele Graf, DuMont, Köln, 1990, ISBN 3-7701-2582-7.
- The Sign and the Seal: The Quest for the Lost Ark of the Covenant. Crown, New York 1992, ISBN 0-517-57813-1.
  - Deutsche Ausgabe: Die Wächter des heiligen Siegels: auf der Suche nach der verschollenen Bundeslade. Übersetzt von Gertrud Lehnert, Lübbe, Bergisch Gladbach 1992, ISBN 3-7857-0646-4.
- Fingerprints of the Gods: The Evidence of Earth's Lost Civilization. Crown, New York 1995, ISBN 0-517-59348-3.
  - Erweiterte Ausgabe mit Santha Faiia und Sean Hancock: Fingerprints of the Gods: The Quest Continues. Crown, New York 2001, ISBN 0-7126-7906-5.
  - Deutsche Ausgabe: Die Spur der Götter : das sensationelle Vermächtnis einer verschollenen Hochkultur. Übersetzt von  Xenia Osthelder und Heike Rosbach. Lübbe, Bergisch Gladbach 1995, ISBN 3-7857-0813-0.
- mit Robert Bauval: The Message of the Sphinx: A Quest for the Hidden Legacy of Mankind. Crown, New York 1996, ISBN 0-517-70503-6. Englische Ausgabe als: Keeper of Genesis: A Quest for the Hidden Legacy of Mankind. Heinemann, London 1996, ISBN 0-434-00302-6.
  - Deutsche Ausgabe: Der Schlüssel zur Sphinx – auf der Suche nach dem geheimen Ursprung der Zivilisation. Übersetzt von Udo Rennert.List, München 1996. Neuausgabe: Kopp, Rottenburg 2008, ISBN 978-3-938516-63-8.
- The Mars Mystery: A Tale of the End of Two Worlds. Michael Joseph, London 1998, ISBN 0-7181-4314-0.
- mit Santha Faiia: Heaven's Mirror: Quest for the Lost Civilization. Crown, New York 1998, ISBN 0-517-70811-6.
  - Deutsche Ausgabe: Spiegel des Himmels – das Vermächtnis der Götter; die Entschlüsselung der großen Menschheitsrätsel. Übersetzt von Karin Miedler und Markus Schurr. Lichtenberg, München 1998, ISBN 3-7852-8429-2.
- Underworld: The Mysterious Origins of Civilization. Crown, New York 2002, ISBN 1-4000-4612-2.
- mit Robert Bauval: Talisman: Sacred Cities, Secret Faith. Element Books, Tisbury 2004, ISBN 0-00-719036-0.
- Supernatural: Meeting with the Ancient Teachers of Mankind. Century, London 2005, ISBN 1-84413-681-7.
- Entangled: The Eater of Souls. Roman, The Disinformation Company, New York 2010, ISBN 978-1-934708-56-9.
- War God: Nights of the Witch. Roman. Coronet, London 2013, ISBN 978-1-4447-3437-9.
- War God: Return of the Plumed Serpent. Roman. Coronet, London 2014, ISBN 978-1-4447-8837-2.
- Magicians of the Gods. The forgotten wisdom of earth's lost civilisation. Coronet, London 2015, ISBN 978-1-4447-7967-7.
  - Deutsche Ausgabe: Die Magier der Götter: Die vergessene Weisheit einer verschollenen Erdzivilisation. Übersetzt von Stefanie Piel, Kopp, Rottenburg 2018, ISBN 978-3-86445-622-0.
- America Before: The Key to Earth's Lost Civilization. St. Martin's Press, London 2019, ISBN 978-1-250-15373-9.

#### Als Herausgeber
- Die grossen Rätsel – Mythen und Mysterien. vgs, Köln 1994, ISBN 3-8025-1281-2.

### Filme
- Technologies of the Gods: The Case For Pre-Historic High Technology. 65 Minuten, 1998.
- Monuments to Life. With Graham Hancock and Robert Bauval. 180 Minuten, 2005.
- 10.500 v. Chr. Der Untergang der Ersten Hochkultur. Dreiteilige Dokumentation, deutschsprachige Fassung, 156 Minuten, 2006.
  - Teil 1: Spiegel des Himmels.
  - Teil 2: Vergessenes Wissen.
  - Teil 3: Frühe Seefahrer.
- Atlantis: Secret Star-Mappers of A Lost World. 50 Minuten, Global Science Productions, 2007.
- 2012: Science Or Superstition. 78 Minuten, 2008.
- 2022: Untergegangenen Zivilisationen auf der Spur, 8 Folgen, Netflix.
- 2024: Untergegangenen Zivilisationen auf der Spur, Amerika, Staffel 2, 6 Folgen, Netflix.